# ألفريدو توريس
ألفريدو توريس (بالإسبانية: Alfredo Torres)‏ (31 مايو 1931 بغوادالاخارا في المكسيك - 10 نوفمبر 2022) هو مدرب كرة قدم ولاعب كرة قدم مكسيكي في مركز الظهير، شارك في كأس العالم 1954. وشارك مع منتخب المكسيك لكرة القدم. أما مع النوادي، فقد لعب مع نادي أطلس.

## وصلات خارجية
- ألفريدو توريس على موقع الاتحاد الدولي (مؤرشف)  (الإنجليزية)
- ألفريدو توريس على موقع قاعدة بيانات كرة القدم.إي يو (الإنجليزية)
- ألفريدو توريس على موقع ناشيونال فوتبول تيمز (الإنجليزية)
- ألفريدو توريس على موقع Soccerway.com (الإنجليزية)
- ألفريدو توريس على موقع عالم كرة القدم.نت (الإنجليزية)